# Historia Żydów w Suwałkach
Historia Żydów w Suwałkach – osiedlenie się społeczności żydowskiej w Suwałkach, wiąże się z wprowadzeniem przez władze Księstwa Warszawskiego bardziej liberalnych przepisów, dotyczących migracji tej grupy do miast. 
Pierwsza gmina żydowska powstała w tym mieście w 1821, wtedy też wybudowano Wielką Synagogę. W roku 1827 było tu 1209 Żydów, co stanowiło 32% ludności miasteczka. Prawie w całości przejęli oni handel miejscowy pomiędzy terenami guberni suwalskiej a Prusami Wschodnimi. W 1861 gmina otworzyła szkołę Talmud-Tora. Miejscowa społeczność żydowska poparła aktywnie powstanie styczniowe.
W czasach II Rzeczypospolitej powstał szpital żydowski, gimnazjum polsko-hebrajskie i jesziwa. W 1931 w Suwałkach mieszkało 5747 Żydów, co stanowiło 34% ludności. Kres jej istnieniu położyła II wojna światowa, gdy w listopadzie 1939 Niemcy deportowali Żydów suwalskich do Białej Podlaskiej i Łukowa.